# Бент Йенсен
Бент Йенсен (на датски: Bent Jensen) е виден датски историк и писател на произведения в жанра биография и документални изследвания за историята на съветската империя и мястото на Дания и датските политици по време на Студената война.

## Биография и творчество
Бент Йенсен е роден на 10 май 1938 г. в Келеруп, Дания. Първоначално учи за електротехник, завършвайки през 1960 г., но след това се насочва към литературата и през 1969 г. получава магистърска степен по история и руска филология. Ранните му изследвания са предимно около времето около създаването на Съветския съюз. През 1979 г. получава докторска степен по философия с работата си за признаването де юре на Съветския съюз от Дания.
В периода 1980 – 2008 г. е професор и преподавател по нова история в Университета на Южна Дания. В периода 2007 – 2010 г. е ръководител на Центъра за изследване на Студената война.
Книгите на Йенсен засягат темите за въздействието на сталинизма върху левите датски интелектуалци, връзката на съветските дисиденти, съветската система на ГУЛАГ и преследването на различни мислители, както и на етнически и други малцинства в Съветския съюз, датско-съветските отношения, мястото на Дания в Студената война, и др.
Един от най-известните му книги е за биографията на Сталин. За нея той проучва засекретените архиви в Русия, Дания, Великобритания, Финландия и Германия, документи, спомени и свидетелства на хора от близкото му обкръжение, на датски комунистически лидери, лична кореспонденция на Сталин със съпругата и дъщеря му, тайни нареждания и доклади, лични писма и записки на Сталин. Чрез детайлното проучване доказва, че милионите жертви в СССР се дължат на съзнателна политика, създавана и постановявана от Сталин и близкото му обкръжение. За достъпа до архивите на Русия му помагат жена му Татяна (рускиня по националност) и Симон Пастернак.
Удостоен е с наградите: награда „Касан“ през 1985 г. за свободата на изразяване, награда „Адам Смит“ през 2000 г. за подкрепата на свободното общество, наградата „Кай Мунк“ за изследванията му за националсоциализма, и шведската литературна награда „Weekendavisen“ за книгата „ГУЛАГ и забрава“.

## Произведения
- Harald Scavenius' syn på omvæltningerne i Rusland 1917 – 1918 (1973)
- Købmænd og kommissærer (1979)
- Danmark og det russiske spørgsmål 1917 – 1924. Dansk Ruslandspolitik fra bolsjevikkernes magterobring til anerkendelsen af det bolsjevikkiske regime de jure (1979)
- Sakharovs stemme (1983).
- Stalinismens fascination og danske venstreintellektuelle (1984)
- Tryk og tilpasning (1987)
- Den ny Ruslandshistorie (1992)
- Den lange befrielse (1996)
- Zarmoder blandt zarmordere. Enkekejserinde Dagmar og Danmark 1917 – 1928 (1997)
- Bjørnen og haren. Sovjetunionen og Danmark 1945 – 1965 (1999)
- Gulag og glemsel (2002)
- Stalin: en biografi (2005)
Сталин – демонът на една империя, изд.: ИК „Персей“, София (2007, 2010), прев. Любомир Цветков
- Ulve, får og vogtere. Den kolde krig i Danmark 1945 – 1991 (2014)